# Aluminopiracmonita
L'aluminopiracmonita o aluminopyracmonita és un mineral de la classe dels sulfats. Rep el seu nom per ser l'anàloga química (no estructural) de la piracmonita.

## Característiques
L'aluminopiracmonita és un sulfat de fórmula química (NH₄)₃Al(SO₄)₃. Va ser aprovada com a espècie vàlida per l'Associació Mineralògica Internacional l'any 2012. Cristal·litza en el sistema trigonal. Es troba en forma d'agregats de prismes hexagonals allargats de fins a 0,2 mil·límetres. Està químicament relacionada amb la godovikovita, l'ammonioalunita (sal bàsica, anhidre), amb la huizingita-(Al) i amb la tschermigita (mineral hidratat).

## Formació i jaciments
Va ser descoberta al cràter La Fossa, a l'illa de Vulcano, a les illes Eòlies (Província de Messina, Itàlia), en una fumarola activa intracràter, dins d'una bretxa piroclàstica, a una temperatura aproximada de 250 °C. també ha estat trobada a la mina Anna, a Alsdorf (Rin del Nord-Westfàlia, Alemanya) i a Pécs-Vasas (Baranya, Hongria). Sol trobar-se associada a altres minerals com l'alunita, la mascagnita i el salmiac.